# Cambridge Seven

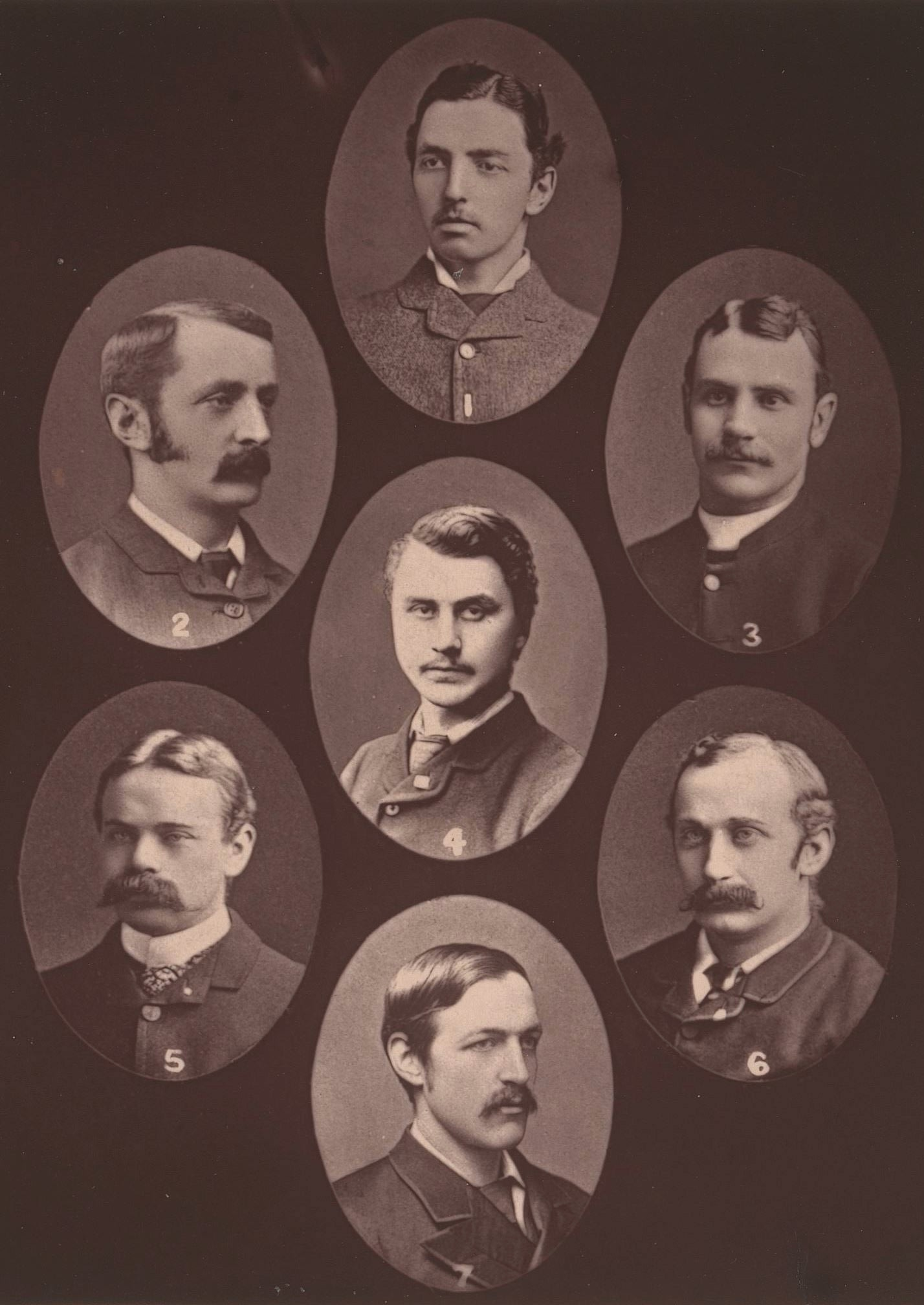
Portretten van de Cambridge Seven

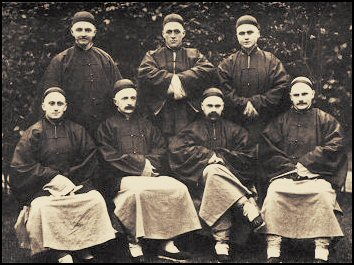
De Cambridge Seven in Chinese kleding — 1885

De Cambridge Seven was een groep van zeven studenten van de Universiteit van Cambridge, die in 1885 besloten om in China als zendeling te gaan werken.
De zeven studenten waren door Hudson Taylor aangenomen om namens de China Inland Mission in het Aziatische land te gaan werken. Zij waren allen sterk geïnspireerd door zijn boek China's Spiritual Need and Claims.  Voor hun vertrek in februari 1885 hielden zij een afscheidstournee door Engeland en Schotland. Daardoor kwamen ze bekend te staan als de Cambridge Seven. Ze groeiden uit tot beroemdheden.
Hun eerste ervaringen in China werden opgetekend in het boek The Evangelisation of the World: A Missionary Band (1887).  Dit boek werd een bestseller in het hele Britse rijk en in de Verenigde Staten. Zelfs Koningin Victoria was blij toen zij het boek onder ogen kreeg. De belangstelling voor het werk van de China Inland Mission nam enorm toe. In 1885 waren er 163 zendelingen voor de organisatie werkzaam in China. In 1890 was dit aantal verdubbeld en in 1900 waren er ruim 800 zendelingen actief in China, op dat moment een derde van alle zendelingen die wereldwijd namens een protestantse kerk werkzaam waren.

## Leden van de Cambridge Seven
- William Wharton Cassels was tien jaar werkzaam in China en keerde in 1895 terug naar Engeland.  Daarna werd hij aangesteld als bisschop van een nieuw bisdom in West-China. Hij keerde terug naar het land en zou daar blijven tot zijn overlijden in 1925.
- Stanley Peregrine Smith was werkzaam in Noord-China als predikant. Hij sprak de Chinese taal al snel even vloeiend als het Engels. Hij overleed op 31 januari 1931 in China.
- Charles Studd was voordat hij zendeling werd een bekende cricketer. Hij keerde vanwege een ziekte in 1894 terug naar Engeland. Later was hij werkzaam in India en Afrika en zou de WEC oprichten. Hij overleed in 1931.
- Arthur Polhill-Turner werd in 1888 aangesteld als predikant en zou pas in 1928 terugkeren naar Engeland. Hij overleed in 1935.
- Cecil Polhill-Turner werkte een tijdlang in dezelfde provincie als de andere leden van de groep, maar trok later naar Tibet. Hij en zijn vrouw kwamen in 1892 bijna om het leven bij een gewelddadige opstoot. Vanwege gezondheidsproblemen keerde hij in 1900 terug naar Engeland. Ondanks adviezen om dat niet te doen vanwege zijn hartklachten bezocht hij China toch nog zeven maal. In 1908 werd hij het hoofd van de nieuw opgerichte Pinkster Zendingmissie en hij had een leidende rol bij het ontstaan van de pinksterbeweging in Groot-Brittannië. Hij overleed in 1938.
- Montagu Harry Proctor Beauchamp moest China in 1900 verlaten vanwege een opstand, maar keerde in 1902 terug. In 1911 arriveerde hij weer in Engeland. Daar werd hij legerpredikant. Zij zoon werd wel weer zendeling in China en Beauchamp keerde in 1935 nogmaals terug naar China. Daar zou hij in 1939 sterven.
- Dixon Hoste volgde Hudson Taylor op als directeur van de China Inland Mission. Deze functie vervulde hij voor dertien jaar. In 1935 ging hij met pensioen, maar bleef wel woonachtig in China. Tijdens de Tweede Wereldoorlog werd hij geïnterneerd door de Japanners, die grote delen van China veroverd hadden. In mei 1946 overleed hij in Londen als de laatste van de Cambridge Seven.